# Králičí ostrov (vodní nádrž Lipno)
Králičí ostrov (dříve též Hadí ostrov) je ostrůvek na Lipenské přehradě, o rozloze přibližně 700 m². Ostrov se nachází v jihovýchodním cípu přehradní nádrže, na katastru Lipna nad Vltavou. Je vzdálen asi 1,3 km od lipenského přístavu a 550 m od loděnice v Kobylnici, o něco blíže (cca 400 m) má k jižnímu břehu (Nové Domky). Na ostrov se lze dostat pouze lodí.

## Historie
Na ostrov byli kolem roku 2010 vysazeni králíci, čímž se z něj stala turistická atrakce. Turisté sem chodili králíky krmit a hladit. Nápad vysadit sem králíky patří starostovi Lipna nad Vltavou, inspiroval se přitom japonským ostrovem Okunošima. Nechal proto posekat trávu a pro králíky postavit boudy a krmítka. Králíci ovšem nebyli na ostrově celoročně, v půlce listopadu bývali odstěhováni do králíkáren a navrátili se sem začátkem dubna. Později byla ke králíkům doplněna ještě morčata.
Od srpna 2020 se už tato zvířata na ostrově nevyskytují. Důvodem jejich stažení byli neukáznění turisté, kteří je ohrožovali či vysazovali na ostrov své nechtěné domácí mazlíčky – nejčastěji psy. V srpnu 2020 toto vyústilo do zranění několika králíků a morčat.